# Paradela (ort)
Paradela är en ort i Spanien.   Den ligger i provinsen Provincia de Lugo och regionen Galicien, i den nordvästra delen av landet, 400 km nordväst om huvudstaden Madrid. Paradela ligger 606 meter över havet och antalet invånare är 2 356.
Terrängen runt Paradela är varierad. Runt Paradela är det glesbefolkat, med 19 invånare per kvadratkilometer. Närmaste större samhälle är Sarria, 12,5 km öster om Paradela. Omgivningarna runt Paradela är en mosaik av jordbruksmark och naturlig växtlighet.